# 깁슨 (기업)

깁슨(Gibson Brands, Inc.)은 기타를 비롯하여 여러 악기를 생산하는 기업이다. 펜더(Fender)와 더불어 세계 최고의 기타메이커로 유명하다.

## 역사
깁슨은 미국인 현악기 제작자인 오빌 깁슨(Luthier Orville H. Gibson)이 창업하여 만들어진 회사이다. 1871년 미국 미시간의 칼라마주에 정착한 깁슨은 신발가게 점원으로 일을 시작한다. 그는 음악과 전혀 상관 없는 일을 하면서도 음악과 기타, 그리고 만돌린 제작에 대한 열정이 대단하였다. 취미로 악기에 대한 연구를 계속해왔던 깁슨은 오련 연구 끝에 바이올린과 같이 윗면과 아랫면이 '곡면으로 된(Carved)' 악기의 디자인이 소리의 울림에 가장 이상적이다는 사실을 발견하곤 1894년에 이러한 이론을 조합한 만돌린과 기타를 완성하는데 성공한다. 깁슨이 디자인한 만돌린은 선풍적인 인기를 끌었고 깁슨은 1902년 10월 11에 'Gibson Mandolin-Guitar Manufacturing Company, Limited'란 회사를 차려 본격적인 사업에 뛰어들었는데, 이것이 악기 제조화사인 깁슨(Gibson)의 시초이다.
오늘날과 같이 깁슨이 일렉트릭 기타로 명성을 얻은 것은 1935년으로 거슬러 올라간다. 이당시 깁슨에선 재즈 기타리스트인 '찰리 크리스찬(Charlie Christian)'이 사용하여 유명해진 ES-150 모델을 출시하며 시작을 알렸다. 이후 1948년 '테드 맥카티(Ted McCarty)'란 인물이 깁슨에 입사한 이후로 일렉트릭 기타 시장에서 엄청난 성장세를 보이며 다수의 인기모델은 내놓아 대성공을 거둔다. 특히 기타리스트인 '레스폴(Les Paul)'과 함께 만들어낸 솔리드 바디형태의 일렉트릭 기타인 '깁슨 레스폴(Gibson Les Paul)'시리즈는 현재까지도 최고의 일렉트릭 기타로 불리며 수많은 사람들의 사랑을 받고 있다.

## 깁슨의 기타 모델
생산 라인에 따라 깁슨 USA, 깁슨 커스텀샵, 에피폰으로 나뉜다. 에피폰은 깁슨의 하위 브랜드로 통하는 저가형 모델을 생산하는 라인이며, 깁슨 USA는 고급형의 기타를 생산한다. 커스텀 샵은 소량의 제품판을 한정 생산하는 라인으로 유명 기타리스트들의 시그네쳐 모델이나 히스토릭 모델들을 생산한다. 이쪽 라인의 일렉트릭 기타들은 엄청난 프리미엄이 붙어 최고가의 기타로 불린다. 대표적인 시그네쳐 모델로 미국의 하드 록밴드 그룹인 건스 앤 로지스(Guns N' Roses)의 멤버로로 명성을 얻은 천재 기타리스트인 Slash의 시그네쳐 모델인 Gibson Les Paul Standard Slash Signature와 그룹 오지오스본의 기타리스트로 유명한 잭 와일드(Zakk Wylde)의 상징이라 불리는 흑백의 원형무늬가 조화된 Gibson Les Paul Bullseye Zakk Wylde Signature가 있다.
대표적인 모델은 가장 유명한 『깁슨 레스폴 시리즈 (Gibson Les Paul series)』을 비롯하여 『깁슨 SG 시리즈 (Gibson SG Series)』, 『깁슨 ES 시리즈』, 『깁슨 플라잉 V (Gibson Flying V)』, 『깁슨 익스플로어 (Gibson Explore)』, 『깁슨 파이어버드 (Gibson Gibson Firebird)』 등이 있다.